# Ligne B du métro de Prague
Pour les articles homonymes, voir Ligne B.
La ligne B du métro de Prague relie les stations Černý Most et Zličín. Chronologiquement, il s'agit de la troisième ligne du réseau à avoir vu le jour, en 1985. La ligne B est actuellement longue de 25,6 kilomètres et compte 24 stations.

## Histoire
La ligne B fut construite en cinq phases. Le premier tronçon ouvrit en 1985, et l'ensemble de la ligne fut terminée en 1998. Toutefois, deux stations furent ouvertes ultérieurement, en 1999 et 2001, sur des tronçons existants.

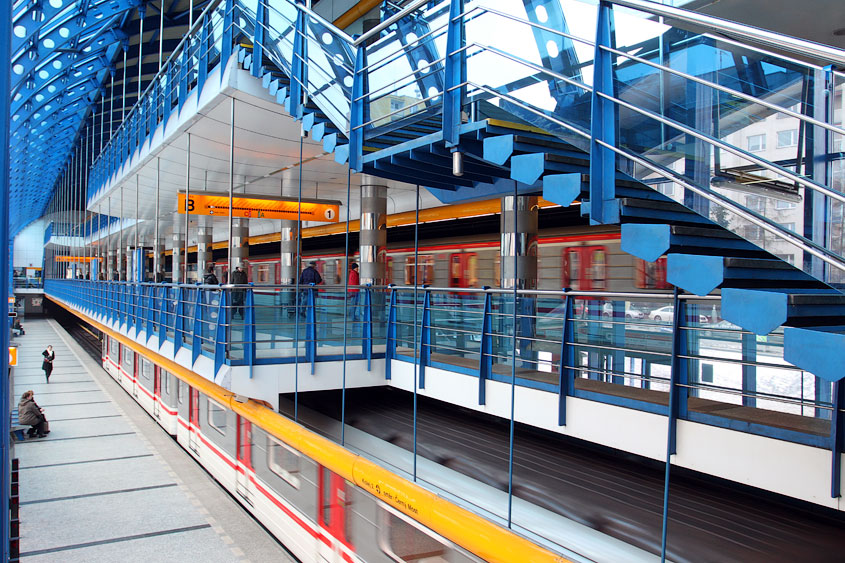
Station Rajská zahrada

| Tronçon                            | Date d'ouverture | Longueur | Stations |
| ---------------------------------- | ---------------- | -------- | -------- |
| Florenc - Smíchovské nádraží       | 2 novembre 1985  | 4,9 km   | 7        |
| Smíchovské nádraží - Nové Butovice | 26 octobre 1988  | 4,9 km   | 3        |
| Florenc - Českomoravská            | 22 novembre 1990 | 4,4 km   | 4        |
| Nové Butovice - Zličín             | 11 novembre 1994 | 5,1 km   | 5        |
| Českomoravská - Černý Most         | 8 novembre 1998  | 6,3 km   | 3        |
| Hloubětín                          | 8 juin 1999      | 0        | 1        |
| Kolbenova                          | 26 juin 2001     | 0        | 1        |

## Tracé et stations

### Stations

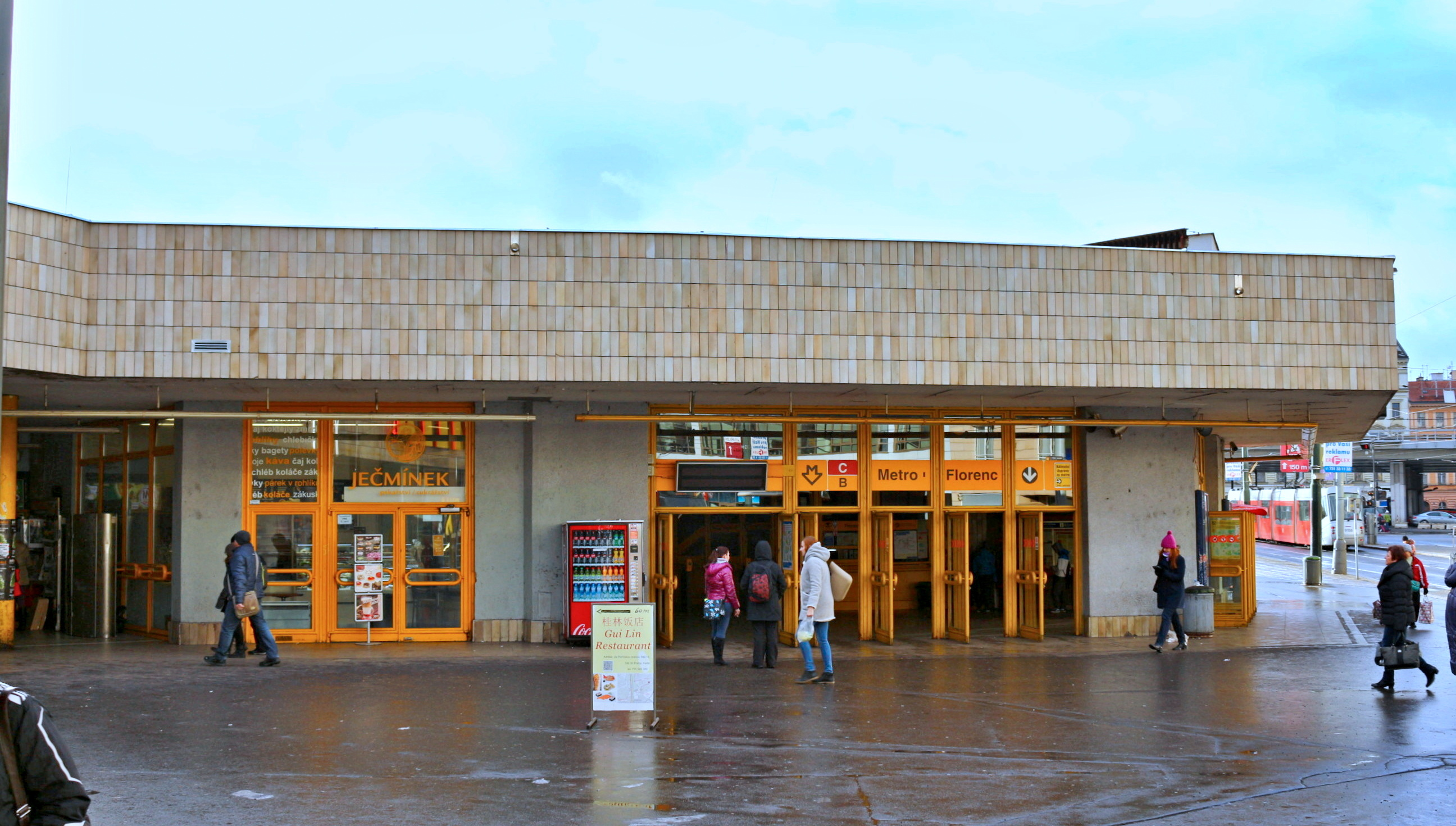
Station Florenc

|  |   |  | Station            | District municipal | Correspondance(s)         |
|  | - |  | ------------------ | ------------------ | ------------------------- |
|  | o |  | Zličín             | Prague-Zličín      |                           |
|  | o |  | Stodůlky           | Prague 13          |                           |
|  | o |  | Luka               | Prague 13          |                           |
|  | o |  | Lužiny             | Prague 13          |                           |
|  | o |  | Hůrka              | Prague 13          |                           |
|  | o |  | Nové Butovice      | Prague 13          |                           |
|  | o |  | Jinonice           | Prague 5           |                           |
|  | o |  | Radlická           | Prague 5           | 7                         |
|  | o |  | Smíchovské nádraží | Prague 5           | 6 12 14 20                |
|  | o |  | Anděl              | Prague 5           | 4 6 7 9 10 12 14 16 20 22 |
|  | o |  | Karlovo náměstí    | Prague 2           | 3 4 6 7 10 16 17 18 22 24 |
|  | o |  | Národní třída      | Prague 1           | 6 9 18 22                 |
|  | o |  | Můstek             | Prague 1           | 3 9 14 24                 |
|  | o |  | Náměstí Republiky  | Prague 1           | 5 8 24 26                 |
|  | o |  | Florenc            | Prague 8           | 3 8                       |
|  | o |  | Křižíkova          | Prague 8           | 3 8                       |
|  | o |  | Invalidovna        | Prague 8           | 3 8                       |
|  | o |  | Palmovka           | Prague 8           | 1 3 8 10 12 16 24         |
|  | o |  | Českomoravská      | Prague 9           |                           |
|  | o |  | Vysočanská         | Prague 9           | 16                        |
|  | o |  | Kolbenova          | Prague 9           | 16                        |
|  | o |  | Hloubětín          | Prague 14          | 16                        |
|  | o |  | Rajská zahrada     | Prague 14          |                           |
|  | o |  | Černý Most         | Prague 14          |                           |